# 삼하 전투
삼하 전투(三河戰鬪)는 1858년 11월 청나라 말기 봉기한 태평천국군과 청나라 정규군과 안휘성 합비 근처의 삼하진에서 벌어진 전투이다. 삼하진은 소호의 서안에 위치한 곳으로 여주와 천경 사이의 교통의 요지였다.

## 전초전
1858년 8월, 여주(현재 합비시)를 함락시킨 진옥성 등은 안휘성의 기양진에서 집회를 열어 강북대영을 공략하고, 천경에 군량선을 확보하기로 결정했다. 9월, 진옥성이 포구를 침공하여, 청나라 데힝가(徳興阿) 군을 물리치고 포구와 양주를 점령했다. 호광총독 관문(구완웽)은 태평군의 동쪽 아래에서 기회를 엿보다 이속빈이 이끄는 상군의 정예 8천명과 형주장군 도싱가(都興阿)를 안휘로 파견했다. 이속빈과 도싱가는 태호, 잠산, 동성, 서성을 함락시켰고, 이속빈은 2천 명을 수비군으로 남겼다. 한편, 도싱가는 안경을 공략하기 위해 나섰다.
이속빈이 통솔하던 6천 명은 11월 3일부터 서성의 남동쪽 25km의 삼하진 교외에 주둔했다. 삼하진은 소호의 서안에 위치한 여주 방어의 거점이었으며, 여주와 천경 사이의 교통의 요충지이기도 했다. 원래 있었던 성벽은 아니었지만, 태평천국군은 성벽을 쌓고 성밖에 9개의 요새를 건설하고 오정규에게 방어를 맡겨두고 있었다. 삼하진이 포위되었다는 소식을 듣고 진옥성은 포구에서 3만 병력을 구원군으로 이끌었고, 홍수전에게 이수성을 원군으로 보내주도록 요청해서 받아들여졌다.

## 과정
11월 7일, 청나라는 태평천국의 요새 세 곳을 공격했다. 격전 끝에 태평천국 군은 9개의 요새 모든 것을 포기하고 성 안으로 철수했다. 이날 진옥성군이 삼하진에 도착했다. 1주일 후, 이수성과 염군의 장악행도 가세를 해서, 청군을 포위했다. 태평천국군은 10만이 넘었고, 반면 청군은 6천이었으므로, 이속빈의 참모들은 일시적으로 동성(桐城)으로 철수하도록 진언했다. 그러나 이속빈은 이를 거절하고 전군을 탈취한 요새에 배치했다.
적들이 압도적으로 우세했기 때문에 이속빈은 진옥성 군에게 선제공격을 가하기로 결정했다. 11월 15일, 청군은 야습을 시작했지만, 태평천국군은 이미 복병을 배치해 두었다. 11월 16일 새벽, 진옥성의 복병은 야습에 나선 부대의 절반을 죽이고, 나머지를 포위했다. 이속빈은 구원군을 보냈지만, 그 부대도 격파되었다. 이수성군은 진옥성군을 엄호했고, 오정규의 군대도 성 안에서 출병했다. 이속빈의 잔존 부대는 요새에 틀어박혀 원군을 기다렸지만, 차례차례로 함락당했다. 이속빈은 탈출을 시도했지만, 격전에서 전사했고, 11월 18일경 이속빈 군이 전멸하면서 전투는 끝났다. 증국번의 동생 증국화도 이 전투에서 전사했다.

## 결과
진옥성은 승세를 몰아 동성, 서성을 함락시켰고, 도싱가 군은 안경의 포위를 풀고 패주했다. 이어 태평천국군은 잠산과 태호도 다시 점령했다. 이듬해 진옥성과 이수성은 각각 ‘영왕’과 ‘충왕’으로 봉해졌다. 청나라의 측에서는 이 전투의 손실을 회복하는 데 오랜 시간을 보내야 했다.